# 布里加赫塔尔
布里加赫塔尔（德語：Brigachtal，意为布里加赫河谷）是德国巴登-符腾堡州的一个市镇。总面积22.80平方公里，总人口5110人，其中男性2496人，女性2614人（2011年12月31日），人口密度224人/平方公里。

## 友好城市
- 法國 埃塞莱南锡